# Oude IJsselstreek
Oude IJsselstreek – gmina w prowincji Geldria w Holandii.

## Miejscowości
Bontebrug, Breedenbroek, Etten, Gendringen, Heelweg-Oost, Heelweg-West, Megchelen, Milt, Netterden, Rafelder, Silvolde, Sinderen, Terborg, Ulft, Varsselder, Varsseveld, Veldhunten, Voorst, Wals, Warm, Westendorp, Wieken, IJsselhunten, Ziek.